# Coleurverhältnis
Coleurverhältnis bezeichnet in der Bundeswehr die besondere Zuordnung eines Truppenteils zu einem anderen Truppenteil. Das Coleurverhältnis dient der Unterstützung u. a. bei oder der gemeinsamen militärischen Ausbildung und soll ein partnerschaftliches Verhältnis fördern. Ziel kann eine bessere Zusammenarbeit im Einsatzfall sein. Das Coleurverhältnis ist kein Unterstellungsverhältnis.

## Reserve
Nichtaktive Truppenteile (Ergänzungstruppenteile) stehen in einem Coleurverhältnis zu einem aktiven Truppenteil. Dieser wird entsprechend Coleurverband, Coleurkompanie oder entsprechend bezeichnet.

## Artillerie
Artillerietruppenteile können in einem Coleurverhältnis zu einem Truppenteil stehen, denen sie im Einsatzfall regelmäßig Feuerunterstützung gewähren würden. Beispielsweise können die drei schießenden Batterien eines Brigadeartilleriebataillons je in einem Coleurverhältnis zu den drei Kampftruppenbataillonen (Panzerbataillon, Panzergrenadierbataillon) der Brigade stehen, denen sie gemeinsam unterstellt sind.

## Bundeswehr in den Neuen Bundesländer
Nach der deutschen Wiedervereinigung erhielten die in den neuen Bundesländern neu aufgestellten Verbände einen westdeutschen Partnerverband (Coleurverband), zu dem sie in einem Coleurverhältnis standen. Die Coleurverbände sollten materielle und personelle Hilfe leisten sowie allgemein unterstützend und beratend zur Seite stehen.